# Новые Бизяки
Но́вые Бизяки́ (тат. Яңа Бәзәкә) — деревня Агрызского района Республики Татарстан. Входит в состав Новобизякинского сельского поселения.

## Этимология
Топоним произошёл от татарского слова «яңа» (новый) и ойконима «Бәзәкә».

## Географическое положение
Деревня расположена в Восточном Предкамье, в верховьях речки Уса, у границы с Удмуртией. Ближайший населённый пункт, деревня Кузюмово находится в 3 км к юго-западу, центр поселения, село Янга-Аул — в 5 км к востоку. Расстояние до районного центра, города Агрыза составляет по автодорогам 46 км (37 км по прямой) на северо-восток.
Деревня Новые Бизяки, как и весь Татарстан, находится в часовой зоне МСК (московское время). Смещение применяемого времени относительно UTC составляет +3:00.

## История
Починок Новые Бизяки основан в 1884—85 годах переселенцами из деревни Бизяки (прожившими 20 лет в деревне Текашево), получившими от казны лесной участок, состоящий из участков Новоусовского и Крутовражского. Они были башкирами из тептярей-припущенников, но вскоре стали татарами, государственными крестьянами.
В 1887 году в починке Новые Бизяки Кузюмовского сельского общества Асановской волости Елабужского уезда Вятской губернии проживало 85 государственных крестьян (46 мужчин, 39 женщин) в 18 дворах. Земельный надел составлял 301 десятину (258 десятин подушного леса, 37 десятин лесного надела и 6 десятин неудобной земли), у жителей имелось 15 рабочих лошадей, 12 коров и 32 единицы мелкого скота (овец, свиней и коз). 20 человек занимались местными промыслами (в том числе 18 подёнщиков). Было 4 грамотных и 1 учащийся.
В 1905 году в починке Новые Бизяки проживало 239 человек (118 мужчин, 121 женщин) в 20 дворах.
С января 1921 года в составе Вотской АО, с октября — Елабужского, с декабря — Агрызского кантона ТАССР, с 1924 — в состав Елабужского кантона, с 1927 года — в состав Агрызского района (с 1 февраля 1963 года по 4 марта 1964 года — в Елабужском сельском районе). До 1932 года деревня была центром Новобизякинского сельсовета, затем центр сельсовета, сохранившего свое название, перевели в Янга-Аул.

## Население
| 1887 | 1897 | 1920 | 1926 | 1938 | 1958 | 1970 | 1989 | 2002 | 2010 | 2015 |
| ---- | ---- | ---- | ---- | ---- | ---- | ---- | ---- | ---- | ---- | ---- |
| 85   | 231  | 166  | 181  | 189  | 125  | 202  | 128  | 115  | 97   | 99   |

В начале 2012 года в деревне проживало 97 человек, в том числе 17 детей, 43 человека трудоспособного возраста и 37 человек старше трудоспособного возраста.
Национальный состав
Согласно результатам переписи 2002 года, в национальной структуре населения татары составили 100 %.

## Экономика
Действовала ферма КРС.

## Инфраструктура
Неподалеку находится кладбище.
В деревне одна улица — Тукая.

## Религиозные объекты
В деревне с 1998 года действует мечеть.